# ويبلي

الشعار الرسمي للموقع

ويبلي (بالإنجليزية: Weebly)‏ هو موقع ويب لانشاء وإدارة مواقع الويب استنادا إلى مبدأ السحب والافلات (بالإنجليزية: Drag and drop) دون الاعتماد على اللغات البرمجية. المطورين هم كريس فانيني ودان فيلتري ودافيد روزنكو. حصل موقع ويبلي على المركز الرابع لأفضل المواقع حسب مجلة تايم. في عام 2015، قامت Weebly باستضافة أكثر من 30 مليون موقع.
يقع المقر الرئيسي للشركة في وادي السيليكون في سان فرانسيسكو ولها مكاتب في سكوتسديل. تم إنشاؤه في الأصل بواسطة David Rusenko و Chris Fanini و Dan Veltri في عام 2006 كجزء من مشروع الدراسة بينما كانوا يدرسون معًا في جامعة ولاية بنسلفانيا.

## المميزات
- عرض سهل وبسيط للإحصائيات.
- يتم استخدام صيغ الادراج لتصميم الموقع.
- يحتمل حتى 19 صفحة في التصميم المجاني وعدد غير محدود في التصميمات المدفوعة.
- يمكن إدخال Html و css.
- يمكن ربطه ب Google Adsense لكسب المال.
- يمكن تصميم صفحة 404 خاصة.
- يمكن استخدام أي شكل أو تصميم شكل خاص Html .
- ويمكن تطوير الموقع الي.com أو.org أو اخري بأسعار زهيدة.
- إذا دعوت أي شخص وقبل الدعوة ونشر موقعه، سوف تكسب 10 دولارات.

## حضر الموقع
في شهر ديسمبر من سنة 2014، قامت الحكومة الهندية بحظر موقع Weebly في الهند، بسبب المخاوف من انتشار دعاية داعش عبر الموقع.  في 31 ديسمبر، تم إتاحة الموقع مرة أخرى في جميع أنحاء الهند.